# 前場美保子
前場 美保子（ぜんば みほこ）は、「株式会社メディア・スタッフ」所属の日本のフリーアナウンサー。
現在はFM NACK5のアナウンサー業務を主とするほか、古巣である文化放送の番組にも出演している。

## 来歴
- 神奈川県厚木市出身、身長154cm
- 趣味・旅行、映画鑑賞、読書
- 元ラジオ福島アナウンサー
- 元文化放送契約アナウンサー
- 一般旅行業務取扱主任者の資格を持っている。

## 現在の出演番組
- NACK5 NEWS（FM NACK5、毎週木曜日 12 - 19時台のニュース担当）
- 禅のこころ -曹洞宗-（文化放送）

## 過去の出演番組
- BATTLE TALK RADIO アクセス　（TBSラジオ - 2006年9月20日、21日にナビゲーターの代役として出演。）
- 荒川強啓 デイ・キャッチ! （TBSラジオ - 2006年7月31日 - 8月4日にアシスタントの代役。）
- すいすいサタデー　（TBSラジオ）
- まんまる玉子の邦丸じゃ　（文化放送）
- 小西克哉のなんだなんだ!　（文化放送）
- 武田鉄矢 こころパートナー　（文化放送）
- 豊田泰光 ウルトラサンデー　（文化放送）
- 文化放送ライオンズナイター　（文化放送）
- 大平ヨシユキのドリームオンザウェイ　（文化放送）
- サスケネエダ王国ドンマイ団　（ラジオ福島）